# 卡洛斯·德·阿埃斯
卡洛斯·塞瓦斯蒂安·佩德罗·乌韦尔特·德·阿埃斯（1826年1月27日—1898年6月17日）是19世纪比利时裔西班牙画家。
他以现实主义风景画的创作而闻名于世，和赫纳罗·佩雷斯·比利亚米尔和奥雷利亚诺·德·贝鲁埃特并称为19世纪西班牙三大风景画家。

## 早年
出生于布鲁塞尔的一个商人家庭。1835年，全家搬到了西班牙马拉加。在那里，他跟随画家路易斯·德拉克鲁斯-里奥斯学习新古典主義肖像画。约1850年至1855年间，阿埃斯跟随佛兰德的风景画大师约瑟夫·基诺继续学习绘画。在布鲁塞尔，他遇到了其他的欧洲知名画家。后来又访问了荷兰、法国和德国。

## 创作生涯

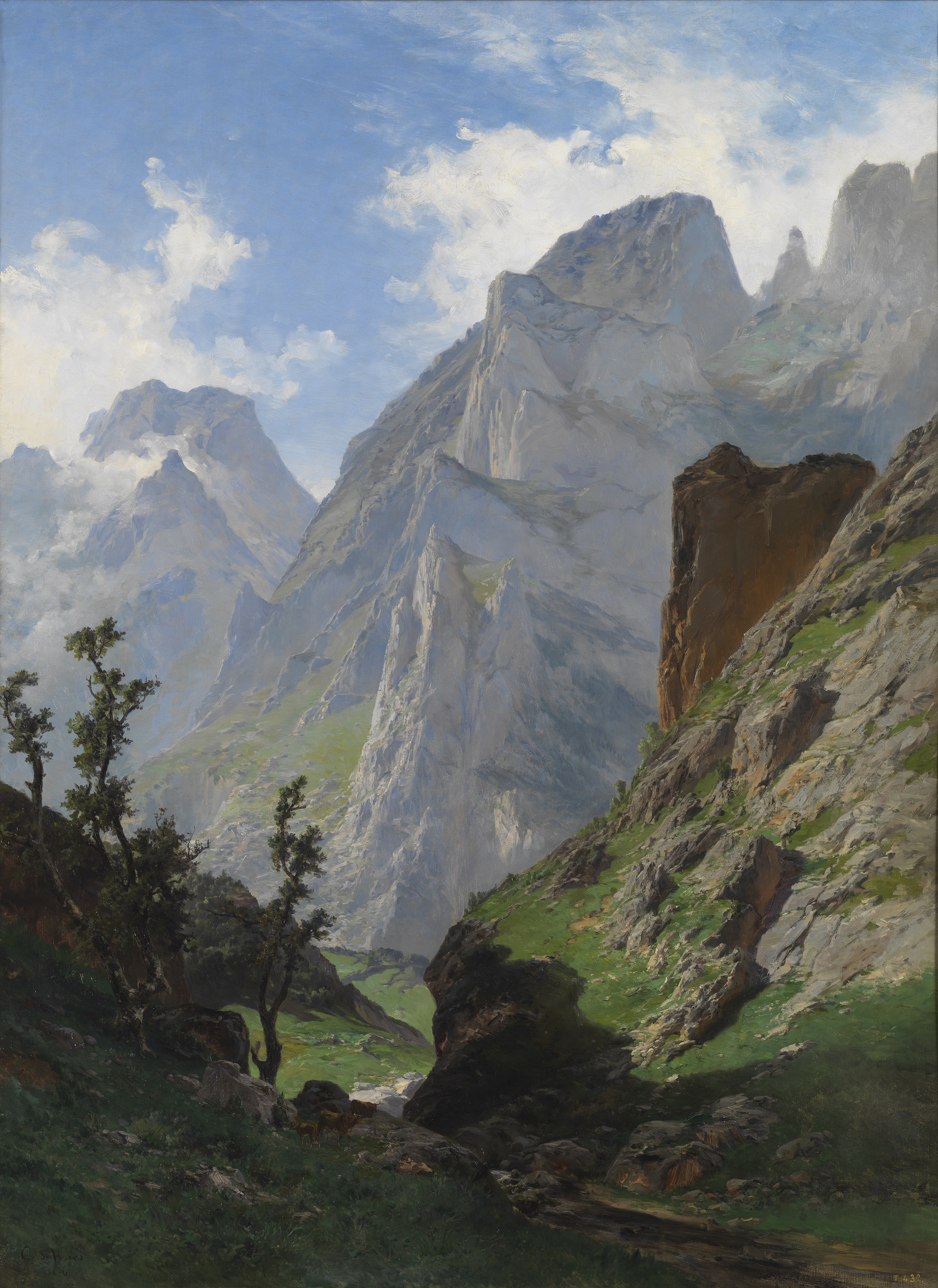
歐羅巴山的曼科尔沃运河（La canal de Mancorbo en los Picos de Europa），1876年

在返回马德里后，他在全国美术展览中获奖。阿埃斯也是1850年代现实主义风景画学派兴起的关键人物之一。非常巧合的是，他的画作《石修道院》的完成时间刚好与马德里皇家聖費爾南多美術學院开放的时间赶在了一起。1857年，他被任命为该学院風景畫教授，也是学院的第一位自然现实主义绘画教授。他的学生有海梅·莫雷拉、奥雷利亚诺·德·贝鲁埃特和达里奥·雷戈约斯等人。阿埃斯带着他的学生一起在乡下写生，探索未知的地理自然风景。
他的画作也影响了不少名人。小说家何塞·马丁内斯·鲁伊斯就曾长期观摩阿埃斯的作品而受到启发。其中，《欧罗巴山的曼科尔沃运河》作为最具代表性的19世纪西班牙山水画，如今收藏在普拉多博物馆中。1890年不幸患病，1898年在马德里逝世。逝世后，尼加拉瓜作家魯本·達里歐曾写过关于他的纪念作品。弟子海梅·莫雷拉是他的遗嘱执行人之一，他将未展出的画作留给了莫雷拉，如今完好地保存在加泰罗尼亚莱里达莫雷拉博物馆。

## 风格

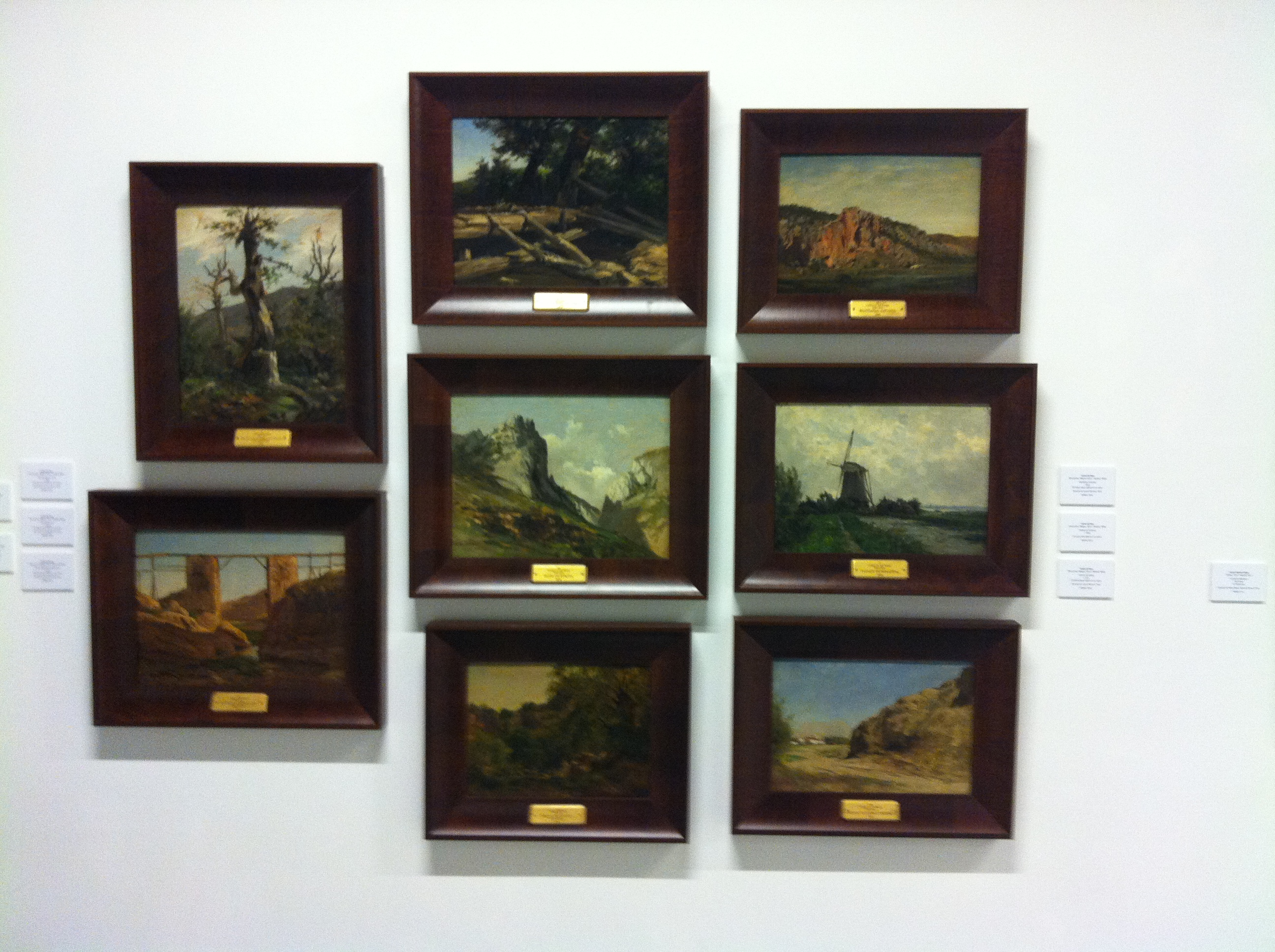
莱里达莫雷拉博物馆藏品

阿埃斯认为，所谓最完美的艺术，应该是在模仿自然中发现真理，这是所有美的源泉。作为一名画家，应该亲自接触自然，拥抱自然。他完全抛弃了浪漫主义观点，是早一代现实主义和外光主义画派的代表人物。在绘画技巧方面，他的笔触虽蕴含印象派的风格特征，但缺乏对光和色的处理，在地理上也与印象派运动的发源地法国相距甚远。他的写实风景画可以与法国巴比松派相提并论。

## 图集

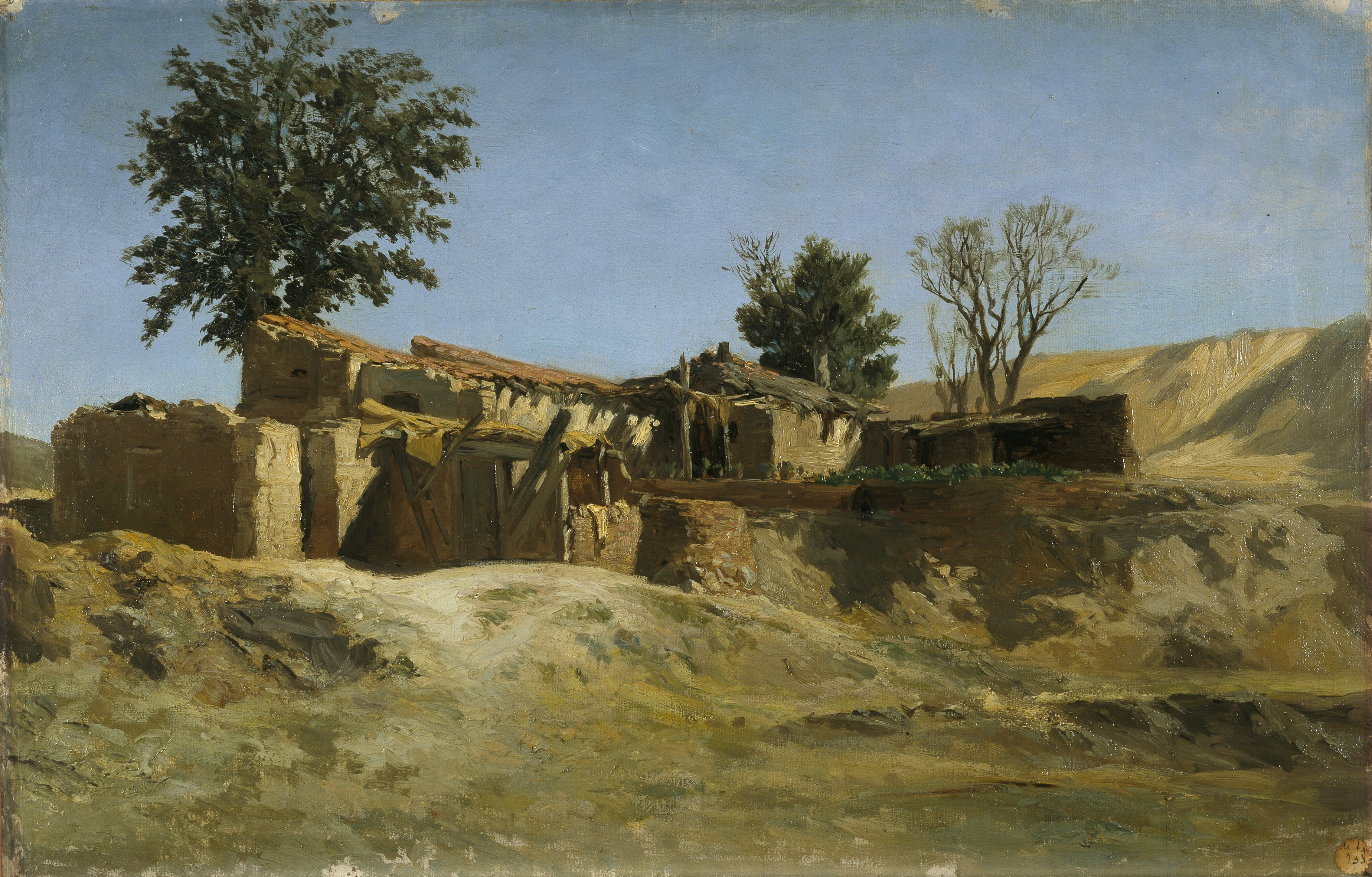
马德里附近的山丘
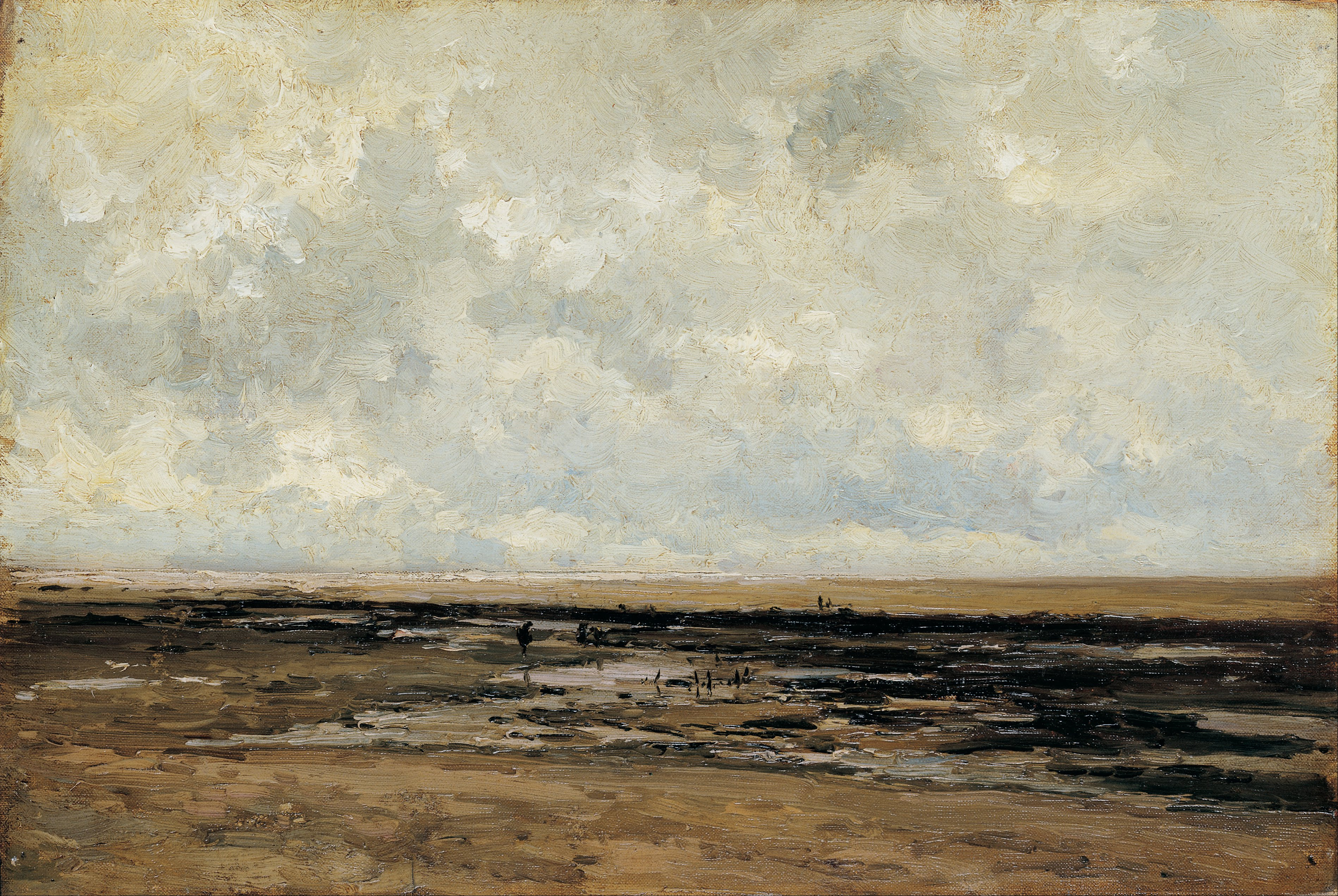
维莱尔维尔
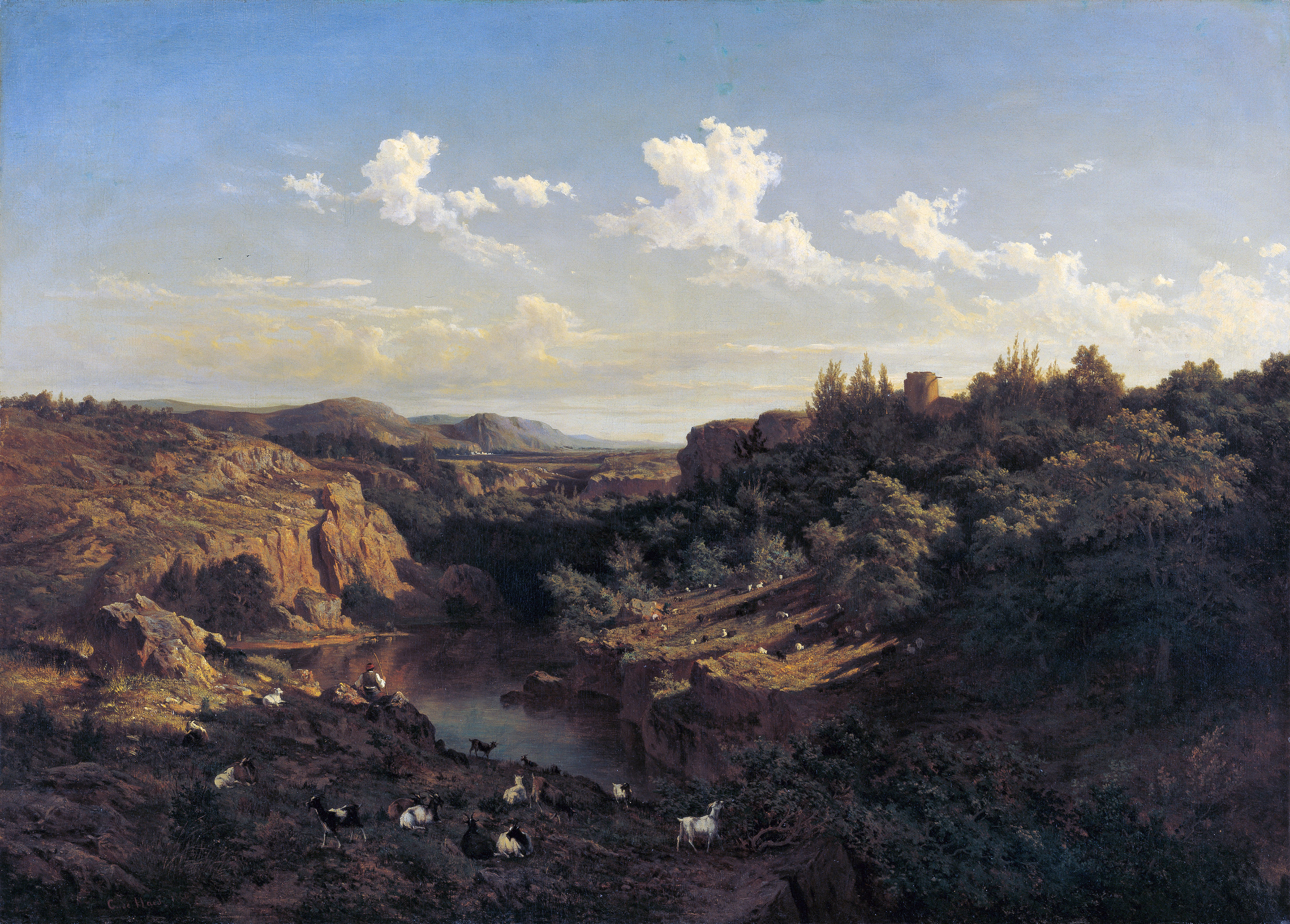
萨拉戈萨省石修道院附近风景
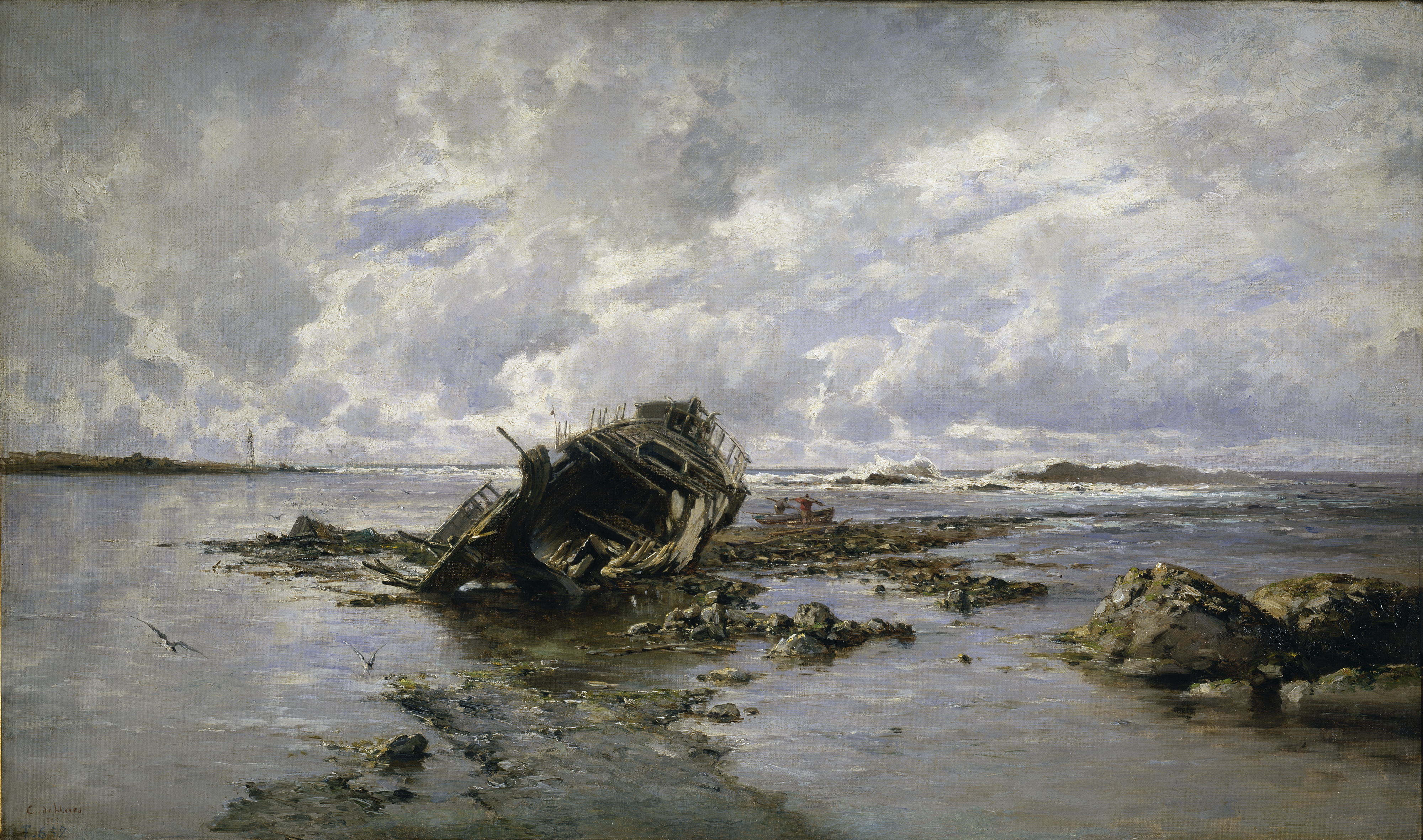
遇难搁浅的船只
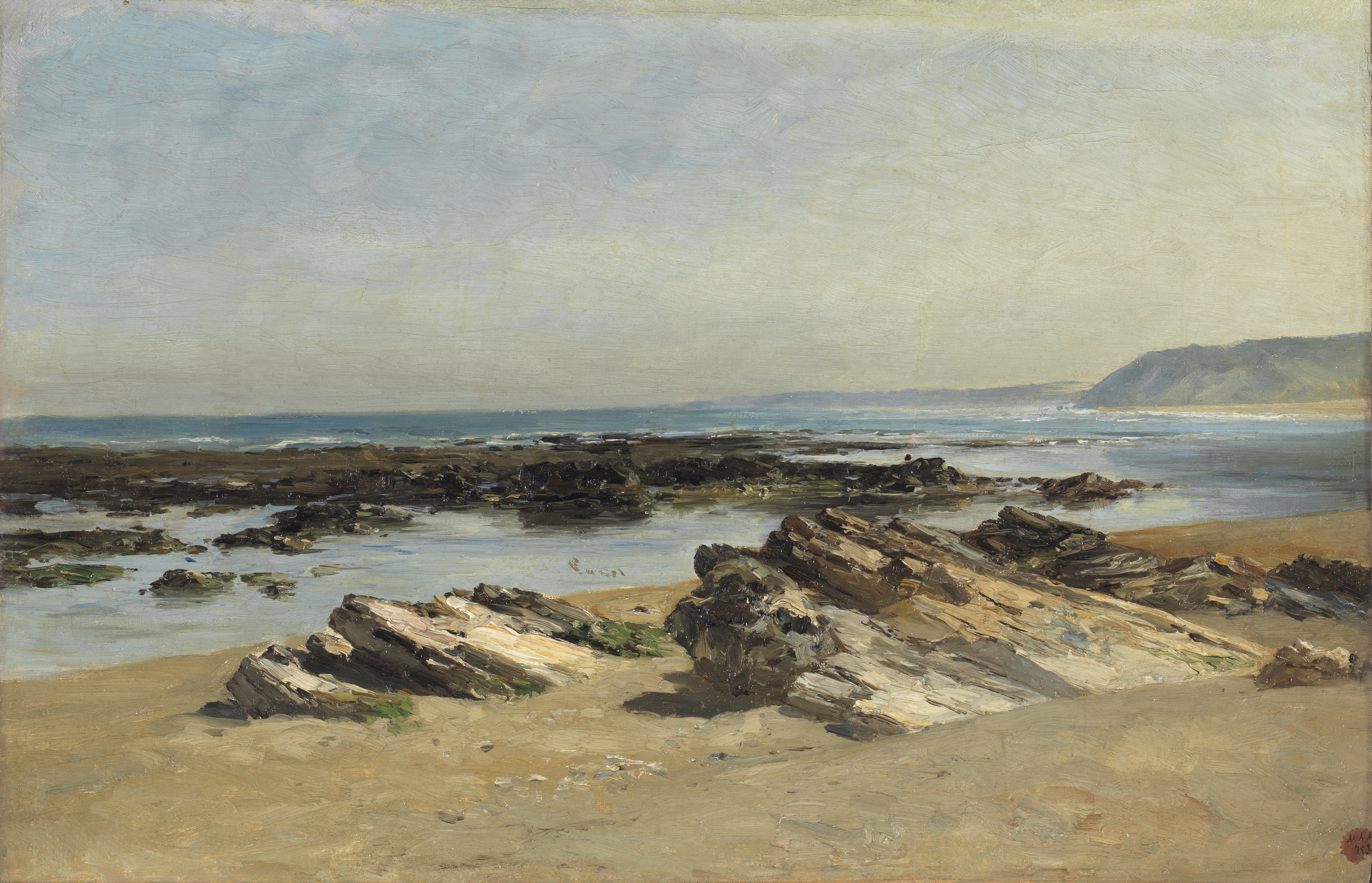
格塔里亚的潮汐
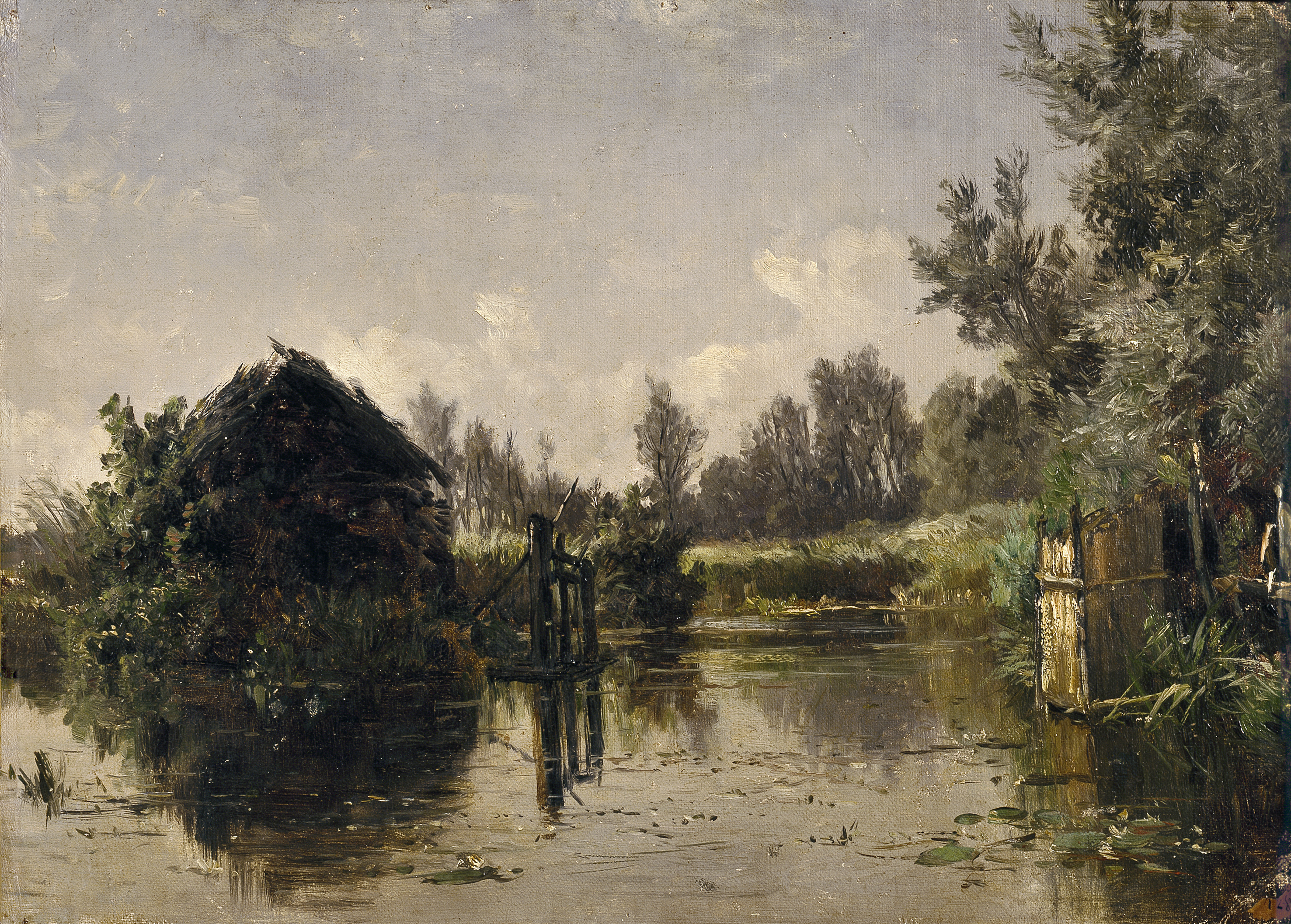
弗里斯兰省的运河